# NGC 804
NGC 804 è una galassia lenticolare situata nella costellazione del Triangolo, a una distanza di circa 241 milioni di anni luce dalla nostra Via Lattea.

## Scoperta
La galassia è stata scoperta il 7 settembre 1885 dall'astronomo statunitense Lewis Swift. La galassia è stata poi osservata anche dall'astronomo francese Guillaume Bigourdan il 24 dicembre 1897 e inserita nell'Index Catalogue con la designazione IC 1773.